# Alexander Mackendrick
Alexander Mackendrick (ur. 8 września 1912 w Bostonie, zm. 22 grudnia 1993 w Los Angeles) – amerykański reżyser i scenarzysta filmowy pochodzenia szkockiego.

## Życiorys
Urodził się w Bostonie, jednak dorastał w Szkocji, skąd pochodzili jego rodzice. Tam ukończył Glasgow School of Art. Potem pracował jako projektant i animator przy filmach reklamowych, w czasie II wojny światowej realizował krótkometrażowe filmy propagandowe. Od 1946 rozpoczął pracę w londyńskiej wytwórni filmowej Ealing. Zajmował się pisaniem scenariuszy, a w 1949 zadebiutował jako reżyser.
W 1955 przeniósł się na stałe do Hollywood, gdzie w latach 60. został wykładowcą California Institute of the Arts. Swoje dwa najsłynniejsze filmy zrealizował w latach 50. W 1955 w Wielkiej Brytanii wyreżyserował komedię Jak zabić starszą panią, w której swoją pierwszą ważną rolę zagrał Peter Sellers. Natomiast w 1957, już w USA, stworzył dramat Słodki smak sukcesu z Burtem Lancasterem i Tonym Curtisem w rolach głównych.
W 1953 otrzymał swoją jedyną nominację do Oscara – za scenariusz do filmu Człowiek w białym ubraniu (1951).

## Filmografia
- Morze whisky (1949)
- Człowiek w białym ubraniu (1951); także scenariusz
- Zagubione dzieciństwo (1952)
- Maggie (1954)
- Jak zabić starszą panią (1955)
- Słodki smak sukcesu (1957)
- Podróż na południe (1963)
- Orkan na Jamajce (1965)
- Nie daj się usidlić (1967)